# Verdrag van Dara
Het Verdrag van Dara, ook wel de Vijftigjarige Vrede genoemd, was een vredesverdrag dat werd gesloten in 562 tussen de Byzantijnse- (Oost-Romeinse) en Sassanidische (Perzische) rijken in de grensstad Dara in wat nu Zuid-Turkije is. Het verdrag, onderhandeld door Peter de Patriciër voor de Byzantijnse keizer Justinianus I en Izadgushasp voor de Sassanidische koning Khusro I beëindigde de 20 jaar durende oorlog over het Kaukasische koninkrijk Egrisi (Lazica). Het verdrag bevatte 13 artikelen en is goed gedocumenteerd. Het betrof de conflictgebieden tussen de twee rijken, Persarmenia, Lazica, de vazalstaten en de Arabische bondgenoten.
De Sassaniden ontruimden Lazica, maar de status van het grensgebied Svanetië bleef onduidelijk. De Sassaniden zouden een jaarlijkse schatting van 30.000 gouden nomismata ontvangen, waarvan de eerste zeven jaar onmiddellijk inbaar zijn. De kosten van de verdedigingslinies in de Kaukasus tegen de steppevolkeren uit het noorden, waarvoor beiden geducht waren, viel onder de verantwoordelijkheid van de Sassaniden. Daarvoor werden zij vergoed. Beide partijen kwamen overeen geen nieuwe vestingwerken te vestigen of de bestaande nederzettingen aan de grens te versterken. Om spionage te voorkomen, was de handel beperkt tot de steden Callinicum, Nisibis en Dvin. Vluchtelingen konden vrij naar huis terugkeren. In een apart verdrag werd de christenen in het Sassanidenrijk de vrijheid van godsdienst beloofd.
Het vredesverdrag dat vijftig jaar zou moeten duren, werd in 572 door keizer Justinus II verbroken. Na jaren van toenemende spanningen op meerdere fronten, brak een nieuwe oorlog uit, de Byzantijns-Sassanidische oorlog (572-591).